# Théâtre Récamier
Pour les articles homonymes, voir Récamier.

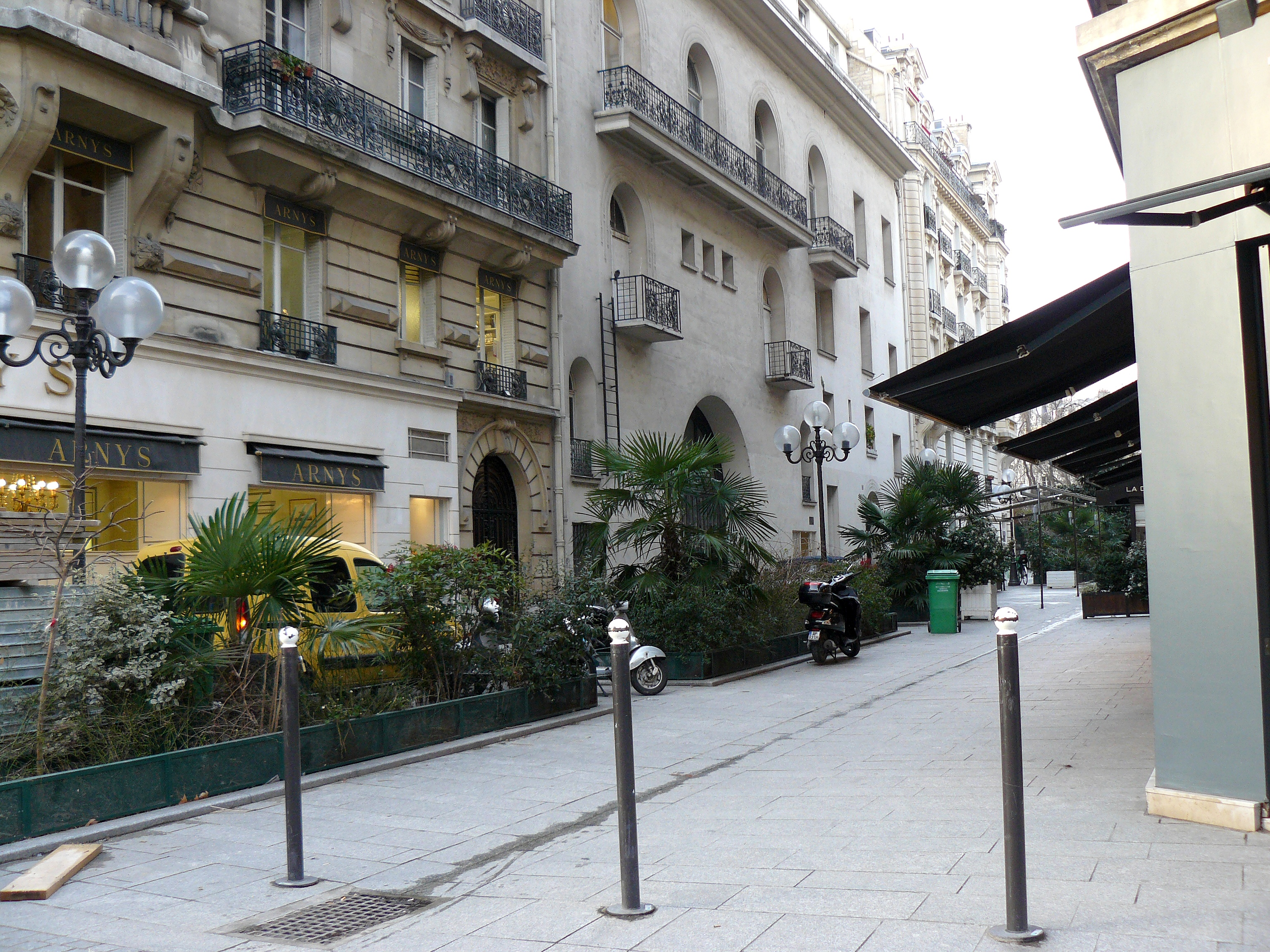
L'ancien théâtre dans la rue Juliette-Récamier.

Le théâtre Juliette Récamier est une ancienne salle de théâtre, située 3, rue Juliette-Récamier dans le 7e arrondissement de Paris, inaugurée en 1908 et fermée en 1978.

## Historique
À l'origine, c'est une salle de spectacle construite par Charles Blondel pour la Ligue de l'enseignement sur l'emplacement de l'ancien cloître du couvent de l'abbaye-aux-Bois,. 
Il porte le nom de l'écrivaine Juliette Récamier (1777-1849).
D'octobre 1959 à mai 1961, le théâtre Récamier est la seconde salle du TNP dirigé par Jean Vilar et installé au palais de Chaillot.
En décembre 1965, Louis Aragon y organise la soirée « Six poètes et une musique de maintenant » , pour présenter de jeunes poètes (Jacques Garelli, Pierre Lartigue, Jacques Roubaud, André Liberati, Maurice Régnaut et Bernard Vargaftig).
Après mai 1968, la salle héberge la compagnie Renaud-Barrault expulsée de l'Odéon. La troupe occupera la salle jusqu'en 1975 où Antoine Bourseiller en reprendra la direction jusqu'à sa fermeture en 1978. 
Salle de répétition de la Comédie-Française jusqu'en 2008, elle fait actuellement l'objet d'un projet de rénovation en raison de sa vétusté.
En 2013, Roman Polanski s'inspire des décors du théâtre pour tourner La Vénus à la fourrure.

## Répertoire
- 1957 : Athalie de Racine, mise en scène Jean Gillibert
- 1958 : Lorsque cinq ans seront passés de Federico García Lorca, mise en scène Guy Suarès (novembre)
- 1959 : Tueur sans gages d'Eugène Ionesco, mise en scène José Quaglio (19 février)
- 1959: Lorsque cinq ans seront passés de Federico García Lorca, adaptation par Marcelle Auclair, mise en scène de Guy Suarès, interprétation de Laurent Terzieff et Pascale de Boysson (décembre-janvier)
- 1959 : Le Crapaud-buffle d'Armand Gatti, mise en scène Jean Vilar (22 octobre)
- 1959 : Les Bâtisseurs d'empire de Boris Vian, mise en scène Jean Négroni (22 décembre)
- 1960 : Les Femmes savantes de Molière, mise en scène Jean-Paul Moulinot
- 1960 : La Dernière Bande de Samuel Beckett, mise en scène Roger Blin (22 mars)
- 1960 : Lettre morte de Robert Pinget, mise en scène Jean Martin (22 mars)
- 1960 : Génousie de René de Obaldia, mise en scène Roger Mollien (1er octobre)
- 1960 : La Bonne Âme du Se-Tchouan de Bertolt Brecht, mise en scène André Steiger (2 décembre)
- 1960 : La Louve de Robert Lafont, mise en scène Claude Vernick (8 décembre)
- 1961 : Arlequin valet de deux maîtres de Carlo Goldoni, mise en scène Edmond Tamiz  (octobre)
- 1961 : Les Troyennes d'Euripide, mise en scène Jean Tasso (3 novembre)
- 1961 : William Conrad de Pierre Boulle, mise en scène André Charpak (23 novembre)
- 1962 : Tilt de Philippe Curval, mise en scène Jean-Marie Serreau
- 1962 : L'Idiot de Fiodor Dostoïevski, mise en scène Jean Gillibert (17 mai)
- 1962 : L'Étoile devient rouge de Sean O'Casey, mise en scène Gabriel Garran (20 octobre)
- 1962 : Œdipe roi de Sophocle, mise en scène Jean Gillibert (21 novembre)
- 1962 : Biedermann et les Incendiaires de Max Frisch, mise en scène Jean-Marie Serreau (7 décembre)
- 1963 : La Femme sauvage ou Le Cadavre encerclé de Kateb Yacine, mise en scène Jean-Marie Serreau (9 janvier)
- 1963 : Les Officiers de Jakob Michael Reinhold Lenz, mise en scène Jean Tasso (16 février)
- 1963 : L'École de dressage de Francis Beaumont et John Fletcher, mise en scène Yves Gasc (11 juin)
- 1963 : Le Printemps de Marc'O, mise en scène de l'auteur (16 juillet)
- 1963 : Monsieur Vautrin d'André Charpak d'après Honoré de Balzac, mise en scène André Charpak (27 septembre)
- 1963 : La Femme d'un autre de Fiodor Dostoïevski, mise en scène André Charpak
- 1964 : Sacco et Vanzetti de Mino Roli et Luciano Vincenzoni, mise en scène José Valverde
- 1964 : Le Mariage de Witold Gombrowicz, mise en scène Jorge Lavelli (8 janvier)
- 1964 : Jacques le fataliste de Henry Mary d'après Diderot, mise en scène Edmond Tamiz
- 1964 : Œdipe roi et Œdipe à Colone de Sophocle, mise en scène Jean Gillibert
- 1964 : Suréna de Corneille, mise en scène Jean-Pierre Miquel
- 1965 : Cinna de Corneille, mise en scène Jean-Pierre Miquel
- 1965 : Oreste de Vittorio Alfieri, mise en scène Jean-Pierre Miquel
- 1965 : Le temps viendra de Romain Rolland, mise en scène Guy Kayat (20 février)
- 1965 : Les Enchaînés d'Eugene O'Neill, mise en scène Jorge Lavelli (10 mars)
- 1965 : Ubu roi d'Alfred Jarry, mise en scène Victor Garcia (23 juin)
- 1965 : Les Amants maléfiques de Thomas Middleton et William Rowley, mise en scène Jacques Tourane (10 septembre)
- 1965 : Les Zykov de Maxime Gorki, mise en scène Jean Leuvrais (4 novembre)
- 1965 : Phèdre de Racine, mise en scène Jean Gillibert (8 décembre)
- 1966 : Le Capitaine Fracasse de Théophile Gautier, adaptation Philippe Léotard, mise en scène Ariane Mnouchkine (21 janvier)
- 1966 : La Maison de Bernarda Alba de Federico García Lorca, mise en scène Jacques Mauclair (28 février)
- 1966 : Les Bouquinistes d'Antoine Tudal, mise en scène Claude Confortès (19 avril)
- 1966 : Ah Dieu ! que la guerre est jolie de Charles Chilton et Joan Littlewood, mise en scène Pierre Debauche
- 1967 : La Butte de Satory de Pierre Halet, mise en scène Jean-Pierre Miquel (26 septembre)
- 1967 : Le Roi Faim de Leonid Andreïev, mise en scène Pierre Debauche (11 novembre)
- 1969 : Oh les beaux jours de Samuel Beckett, mise en scène Roger Blin (9 septembre)

- 1970 : La Dernière Bande de Samuel Beckett, mise en scène de l'auteur
- 1970 : En attendant Godot de Samuel Beckett, mise en scène Roger Blin (11 mars)
- 1970 : Actes sans paroles de Samuel Beckett, mise en scène Deryk Mendel (29 avril)
- 1970 : Haute Surveillance de Jean Genet, mise en scène Alexandre Arcady (15 septembre)
- 1970 : Oh les beaux jours de Samuel Beckett, mise en scène Roger Blin (7 octobre)
- 1970 : La Mère de Stanisław Ignacy Witkiewicz, mise en scène Claude Régy (7 novembre)
- 1971 : L'Amante anglaise de Marguerite Duras, mise en scène Claude Régy
- 1971 : La Nuit des assassins de José Triana, mise en scène Roger Blin (26 mars)
- 1971 : Le Personnage combattant de Jean Vauthier, mise en scène Roger Blin et Jean-Louis Barrault (1er octobre
- 1971 : L'Éventail de Carlo Goldoni, mise en scène Luca Ronconi, Piccolo Teatro di Milano (20 novembre)
- 1972 : Où boivent les vaches de Roland Dubillard, mise en scène Roger Blin (9 novembre)
- 1973 : L'Ami des nègres de George Tabori, mise en scène Robert W. Goldsby (23 janvier)
- 1973 : Le Métro fantôme de Leroi Jones, mise en scène Antoine Bourseiller
- 1973 : Harold et Maude de Colin Higgins, mise en scène Jean-Louis Barrault (5 novembre)
- 1974 : Sous le vent des îles Baléares de Paul Claudel, mise en scène Jean-Pierre Granval
- 1974 : Le Suicidaire de Nikolaï Erdman, mise en scène Jean-Pierre Granval (6 février)
- 1975 : Kennedy's Children de Robert Patrick, mise en scène Antoine Bourseiller (16 septembre)
- 1976 : Barbe-bleue et son fils imberbe de Jean-Pierre Bisson, mise en scène de l'auteur (février)
- 1976 : La Tour d'Hugo von Hofmannsthal, mise en scène Antoine Bourseiller (16 mars)
- 1976 : Encore un militaire de Jean-Pierre Bisson, mise en scène de l'auteur (17 mai)
- 1976 : Phèdre de Racine, mise en scène Antoine Bourseiller (17 novembre)
- 1977 : Jean Harlow contre Billy the Kid de Michael McClure, mise en scène Antoine Bourseiller (22 septembre)